# Pont de Saint-Goustan
Le pont de Saint-Goustan est un pont de la ville d'Auray, dans le Morbihan.

## Localisation
Le pont permet de relier le centre-ville d'Auray au quartier et au port de Saint-Goustan, en franchissant la rivière d'Auray.

## Historique
Un premier pont est établi à cet emplacement en 1295, par le duc Jean II.
Le pont actuel est construit dans le courant du XVe siècle, probablement vers 1464. Pour faciliter le passage, il est pavé en 1623-1624. Affecté par les marées et les courants, il doit subir, à de nombreuses reprises, diverses campagnes de restauration : en 1608, en 1665, en 1752 par Michel Gallen, en 1982,.
Le pont est inscrit au titre des monuments historiques par arrêté du 13 avril 1944.

## Architecture
Il s'agit d'un pont voûté de 35 m de long pour 10,65 m de large, composé de quatre arches en anse de panier. Elles sont séparées les unes des autres par un avant-bec, de taille identique au pont, tant en amont qu'en aval.

## Le pont dans les arts

Logo de la ville d'Auray depuis 2017.

Emblématique de la ville, le pont est source d'inspiration pour nombre d'artistes. Ainsi en est-il de Mathurin Méheut qui le peint dans les années 1930, ou de la ville d'Auray, qui en utilise la silhouette dans son nouveau  logotype en 1988.